# Toxosiphon macropodus
Toxosiphon macropodus är en vinruteväxtart som först beskrevs av Kurt Krause, och fick sitt nu gällande namn av J.A. Kallunki. Toxosiphon macropodus ingår i släktet Toxosiphon och familjen vinruteväxter. Inga underarter finns listade i Catalogue of Life.